# Sandra Graf

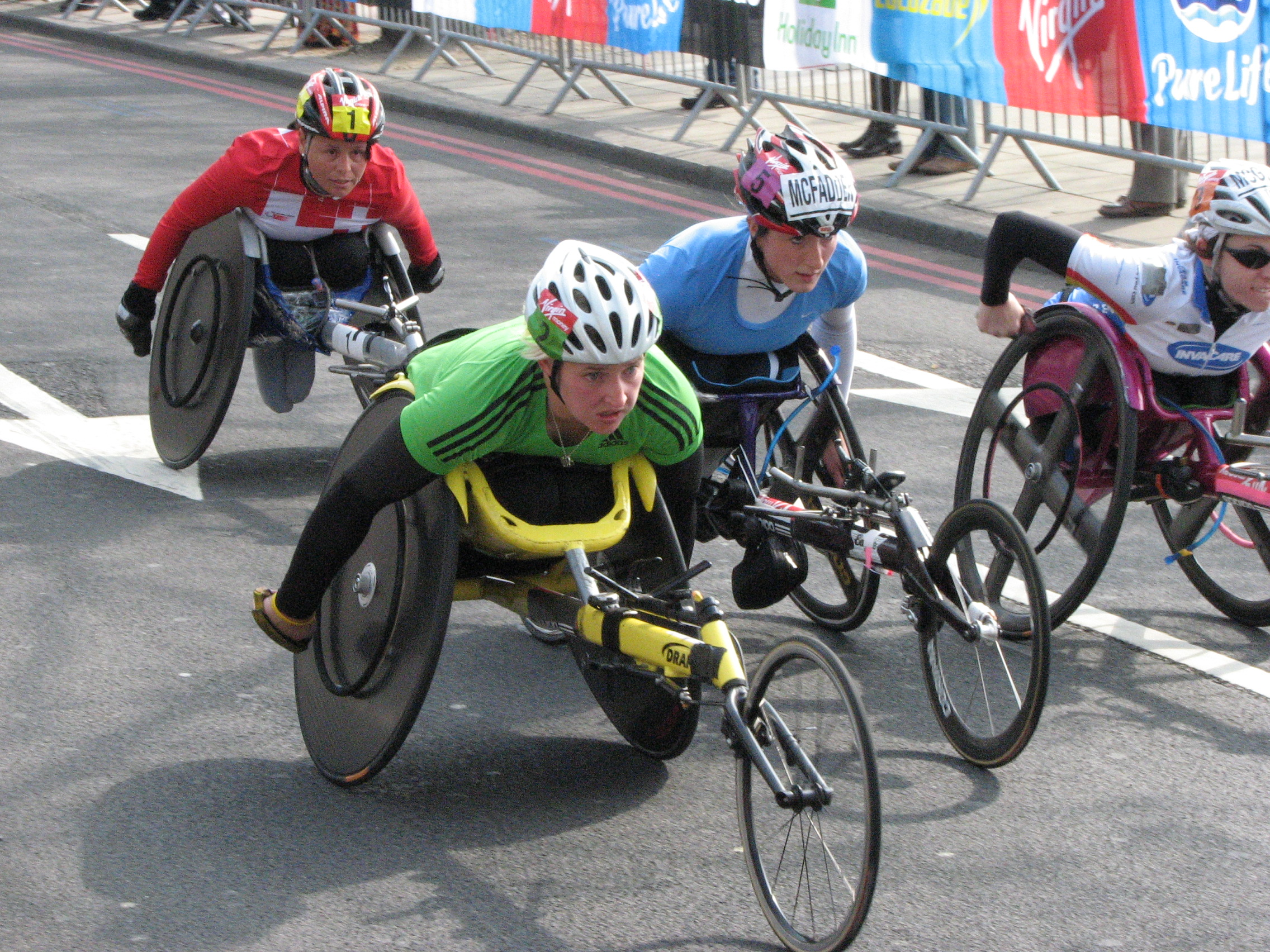
Sandra Graf am London Marathon 2011

Sandra Graf (* 9. Dezember 1969) ist eine Schweizer Leichtathletin der Disziplin Rennrollstuhl und mehrfache Teilnehmerin der Paralympischen Sommerspiele.

## Leben
Grafs sportliche Aktivitäten, sie fuhr Skirennen, begannen in ihrer Kindheit. Als Jugendliche wurde sie Mitglied im Turnverein Teufen. Hier widmete sie sich der Leichtathletik, bestritt Grossfeldgymnastik-Wettkämpfe und gab Schwimmunterricht. Ebenfalls in dem Turnverein Teufen lernte sie ihren zukünftigen Mann kennen. Im Jahr 1991 kam es zu einer jähen Zäsur in Grafs Leben. Beim Geräteturnen von den Ringen stürzte sie mit dem Rücken auf den Boden, brach sich die Wirbelsäule zwischen dem elften und zwölften Brustwirbelkörper und erlitt eine Quetschung des Rückenmarks. Nach ihrem Unfall wurde Graf sofort in das Kantonsspital St. Gallen gebracht und operiert. Am nächsten Tag erfolgte ihre Verlegung in das Schweizer Paraplegiker-Zentrum Nottwil. Bereits während der Rehabilitation begann sie sich wieder sportlich zu betätigen und belegte einen Monoski-Kurs. Einen besonderen Reiz übte jedoch die Leichtathletik auf sie aus, so dass Graf etwa ein Jahr nach ihrem Unfall mit dem Training im Rennrollstuhl begann. Im Jahr 1995 nahm sie erstmals an einem internationalen Marathon teil.
Nach der Geburt ihrer zweiten Tochter im Jahr 1997 intensivierte sie ihr Training, um an den Paralympischen Spielen teilnehmen zu können. Graf vertrat die Schweiz schliesslich 2000 in Sydney, 2004 in Athen, 2008 in Peking und 2012 in London. Dort gewann sie im Marathon die Bronzemedaille und im Einzelzeitfahren beim Radsport die Goldmedaille.
Graf ist verheiratet und hat zwei Töchter. Sie ist wohnhaft in Gais.

## Erfolge
2000
- Berlin-Marathon: 1. Platz
- Sommer-Paralympics in Sydney: 5. Platz im Marathon

2001
- Europameisterschaften: Vizeeuropameisterin im Marathon
- Boston-Marathon: 3. Platz
- Oita-Marathon: 3. Platz

2002
- Weltmeisterschaften in Lille:
  - 3. Platz im Marathon
  - 3. Platz in 5000 m

2003
- Europameisterschaften in Assen:
  - 2. Platz in 800 m
  - 2. Platz in 1500 m

2004
- Boston-Marathon: 3. Platz
- New York-Marathon: 2. Platz
- Sommer-Paralympics in Athen:
  - 5. Platz im Marathon
  - 6. Platz in 5000 m
  - 10. Platz in 1500 m

2005
- Berlin-Marathon: 2. Platz
- New York-Marathon: 6. Platz
- Oensingen-Marathon: 2. Platz
- Europameisterschaften in Brüssel:
  - 2. Platz in 800 m
  - 2. Platz in 1500 m
  - 2. Platz in 5000 m
  - 2. Platz im Marathon

2006
- Schenkon-Marathon: 2. Platz
- New York-Marathon: 5. Platz
- Weltmeisterschaften in Assen:
  - 2. Platz in 5000 m
  - 2. Platz im Marathon

2007
- Boston-Marathon: 3. Platz
- Schweizer Meisterin über 400/800/1500/5000 m
- Internationaler Marathon Oensingen: 2. Platz
- Weltmeisterschaften in Osaka: 9. Platz
- IWAS World Games:
  - 5. Platz in 400 m
  - 3. Platz in 800 m
  - 2. Platz in 1500 m

2008
- Schenkon-Marathon: 2. Platz
- Padua-Marathon: 1. Platz (Weltrekord mit 1:35:63 h)
- London-Marathon: 1. Platz
- Halbmarathon Lissabon: 1. Platz mit 50:11 min (Weltrekord)
- Sommer-Paralympics in Peking:
  - 3. Platz im Marathon
  - 6. Platz in 1500 m
  - 5. Platz in 5000 m
- Oita-Marathon: 2. Platz

2009
- London-Marathon: 2. Platz
- Oensingen-Marathon: 1. Platz
- Berlin-Marathon: 1. Platz (Streckenrekord mit 1:39:31 h)

2010
- Paris-Marathon: 1. Platz
- London-Marathon: 2. Platz
- Schweizer Meisterschaften:
  - 1. Platz in 400 m
  - 1. Platz in 800 m
  - 1. Platz in 5000 m
  - 2. Platz in 1500 m
- Handbike Weltmeisterschaft in Kanada:
  - 2. Platz im Einzelzeitfahren
  - 2. Platz im Strassenrennen
- Berlin-Marathon: 2. Platz
- Oita-Marathon: 2. Platz
- New York-Marathon: 5. Platz

2011
- Oita-Marathon: 1. Platz
- Berlin-Marathon: 2. Platz
- London-Marathon: 3. Platz
- Paris-Marathon: 2. Platz

2012
- Sommer-Paralympics in London:
  - 1. Platz im Handbike-Einzelzeitfahren
  - 5. Platz im Handbike-Strassenrennen
  - 3. Platz im Marathon
  - 11. Platz in 5000 m
- London-Marathon: 7. Platz
- Paris-Marathon: 2. Platz

2013
- Boston-Marathon: 2. Platz
- London-Marathon: 3. Platz
- Oita-Marathon: 3. Platz
- Oensingen-Marathon: 2. Platz

2015
- New York City-Marathon: 3. Platz
- London-Marathon: 4. Platz
- Boston-Marathon: 5. Platz

2016
- Sommer-Paralympics in Rio de Janeiro:
  - 8. Platz im Handbike-Einzelzeitfahren
  - 7. Platz im Handbike-Strassenrennen
- Chicago-Marathon: 6. Platz
- London-Marathon: 8. Platz

2017
- Weltmeisterschaft (H4) – Einzelzeitfahren
- Weltmeisterschaft (H4) – Strassenrennen

2018
- Weltmeisterschaft (H4) – Einzelzeitfahren

2019
- Weltmeisterschaft (H4) – Einzelzeitfahren